# Bibliotecas de Honduras
La República de Honduras cuenta con una red de Bibliotecas y un sistema de Casas de la Cultura, esparcidas dentro del territorio nacional y bajo rigurosa supervisión de la Secretaria de Cultura, Artes y Deportes. 

## Dirección General del Libro y del Documento
Cuya función principal es la de organizar, conservar y supervisar la Red de Bibliotecas Públicas de Honduras; Apoyar las labores culturales y administrativas de la Biblioteca, Archivo y Hemeroteca Nacionales. Con Sede en el edificio Atala, segunda planta, avenida La Paz 2930, Apartado postal 3287. Tegucigalpa, M.D.C. Tel: (504) 236 – 7922 y Fax: (504) 236-9532.

## Bibliotecas Nacionales

### Tegucigalpa
En la ciudad capital de Honduras encontramos, el Archivo Nacional de Honduras con sede en el Palacete y Museo Presidencial, la Biblioteca Nacional Juan Ramón Molina, la Biblioteca de la Universidad Nacional Autónoma de Honduras y la Biblioteca Especializada de Arte Reina Sofía.
Una de las primeras bibliotecas en Honduras fue la biblioteca personal del doctor en leyes y primer Jefe de Estado de Honduras Dionisio de Herrera, compuesta principalmente por libros escritos en idioma francés, esta biblioteca fue incendiada durante su periodo presidencial en 1826 por sus opositores acusando de mantener libros considerados "herejes” por el cristianismo.
En 2001 el gobierno hondureño acordó invertir 18 mil millones de Lempiras en proyectos sociales de educación, salud y cultura. Después del Acuerdo gubernamental entre los años 2001 a 2019, no se crearon nuevas escuelas, ni nuevas áreas verdes y recreativas, tampoco se han inaugurado nuevas bibliotecas ni museos públicos para estudiantes y pueblo en general.

### Biblioteca Nacional Juan Ramón Molina
La Biblioteca Nacional de Honduras es una biblioteca pública fundada el 27 de agosto de 1880 en la administración de Marco Aurelio Soto, mediante acuerdo del 11 de febrero, con un presupuesto asignado de mil pesos.

### Biblioteca de la Universidad Nacional Autónoma de Honduras
El sistema bibliotecario de la Universidad Nacional Autónoma de Honduras inicia como biblioteca del centro universitario de estudios regionales en el año 1970 y posteriormente pasa a ser la biblioteca central de la UNAH. Cuenta con más de 100 mil libros y revistas.
Recientemente se asignaron 20 millones de Lempiras para crear un nuevo edificio de biblioteca para la UNAH. No incluye muchos de los mejores libros de todo el continente

### Biblioteca Especializada de Arte Reina Sofía
La Biblioteca Reina Sofía se encuentra ubicada en las instalaciones del Museo del Hombre Hondureño, en la ciudad capital Tegucigalpa, M.D.C. en la república de Honduras. El nombre de la biblioteca es en honor a Su Majestad doña Sofía de Grecia, Reina de España.

### Biblioteca Roberto Ramírez delBanco Central de Honduras
Encontrado en la sede del Banco fue fundado en 1950, acumulan los libros de la gestión económica nacional e internacional.